# Elsa Ortiz
Elsa Marcela Ortiz Ramírez (Guadalajara, México, 16 de septiembre de 1990) conocida artísticamente como Elsa Ortiz es una actriz de televisión y modelo mexicana.

## Filmografía

#### Telenovelas
| Año       | Título                       | Personaje                         |
| --------- | ---------------------------- | --------------------------------- |
| 2024      | Tu vida es mi vida           | Malena García Robles              |
| 2022      | Amor dividido                | Julia Moreno Sánchez              |
| 2020      | La doña                      | Alejandra Vázquez                 |
| 2017-2018 | Las malcriadas               | Dunia García                      |
| 2017      | La fiscal de hierro          | Marcelina Ramírez                 |
| 2015      | UEPA! Un escenario para amar | Tamara Díaz / Eugenia de la Torre |

#### Series de televisión
| Año  | Título               | Personaje         |
| ---- | -------------------- | ----------------- |
| 2022 | Maria Félix: La Doña | Dolores del Río   |
| 2016 | Un día cualquiera    | Varios personajes |

### Cine
| Year | Name              | Role                     |
| ---- | ----------------- | ------------------------ |
| 2022 | Homicidio culposo | Vanessa                  |
| 2021 | Guerra de likes   | Conductora de televisión |
| 2016 | Diabla            | María Félix              |